# 2627 Churyumov
2627 Churyumov eller 1978 PP3 är en asteroid i huvudbältet som upptäcktes den 8 augusti 1978 av den rysk-sovjetiske astronomen Nikolaj Tjernych vid Krims astrofysiska observatorium på Krim. Den har fått sitt namn efter den ukrainsk-sovjetiske astronomen Klim Tjurjumov.
Asteroiden har en diameter på ungefär 19 kilometer och den tillhör asteroidgruppen Themis.